# Тувсинське сільське поселення
Ту́всинське сільське поселення (рос. Тувсинское сельское поселение) — муніципальне утворення у складі Цівільського району Чувашії, Росія. Адміністративний центр — присілок Тувсі.

## Населення
Населення — 922 особи (2019, 1036 у 2010, 1056 у 2002).

## Склад
До складу поселення входять такі населені пункти:
| Населений пункт      | Населення, осіб (2002) | Населення, осіб (2010) |
| -------------------- | ---------------------- | ---------------------- |
| Коснарбосі, присілок | 47                     | 50                     |
| Ліпсери, присілок    | 151                    | 152                    |
| Оттекаси, присілок   | 46                     | 47                     |
| Сіньяли, присілок    | 127                    | 101                    |
| Тувсі, присілок      | 593                    | 598                    |
| Чирші, присілок      | 92                     | 88                     |